# Voo Voo i Haydamaky
 Voo Voo i Haydamaky  — спільний альбом легендарного польського гурту «Voo Voo» та українського «Гайдамаки», який вийшов 4 червня 2009 у Польщі, на лейблі Агора. Альбом складається з десяти пісень. Першим синглом стала пісня Wyszła młoda.

## Список композиций
| #   | Назва                   | Тривалість |
| --- | ----------------------- | ---------- |
| 1.  | «Bądz zdrowe, serce me» | 5:18       |
| 2.  | «Tylko z nieba»         | 4:42       |
| 3.  | «Do Ternopola»          | 5:28       |
| 4.  | «Dumka dla Kitona»      | 2:19       |
| 5.  | «Besarabka»             | 3:53       |
| 6.  | «Poleczko»              | 5:42       |
| 7.  | «Z kolegami»            | 4:45       |
| 8.  | «Wyszła młoda»          | 5:42       |
| 9.  | «Dinata»                | 4:32       |
| 10. | «Babilon System»        | 5:44       |